# Wilhelm Detlev Werner von Staffeldt
Wilhelm Detlev Werner von Staffeldt (1724 – 1801) var gehejmeråd og kgl. overstaldmester. Han blev hvid ridder 1766.
Han var gift med Anna Sophie f. komtesse Schack (1734-1802) og var fader til digteren Otto Diderich von Staffeldt.